# 와타우치촌 (군마현)
와타우치촌(일본어: 綿打村)은 일본 군마현 닛타군에 설치되었던 촌이다. 현재의 오타시에 해당한다.

## 역사
- 1889년 4월 1일 - 정촌제 시행에 의해 닛타군 와타우치촌이 성립하였다.
- 1956년 9월 30일 - 닛타군 기자키정, 이쿠시나촌과 신설합병해 닛타정이 성립, 동일 와타우치촌은 폐지되었다.
- 2005년 3월 28일 - 구 오타시, 오지마정, 닛타정, 야부즈카혼정과 합병해 오타시가 되었다.